# 플라잉 타이거 코펜하겐
플라잉 타이거 코펜하겐(Flying Tiger Copenhagen)은 덴마크의 잡화 체인점이다. 브랜드 이름은 나라마다 다르며, 덴마크를 포함한 대부분의 나라에서는 단순히 타이거(Tiger), 스웨덴과 노르웨이에서는 T·G·R, 일본, 미국, 벨기에, 네덜란드에서는 플라잉 타이거(Flying Tiger)라는 이름으로 진출해있다.